# Ri Jong Ok
Ri Jong-ok (kor. 리종옥, ur. 10 stycznia 1916 w Kimch’aek w prowincji Hamgyŏng Północny, zm. 23 sierpnia 1999 w Pjongjangu) – północnokoreański polityk. Od 16 grudnia  1977 do 27 stycznia 1984 pełnił funkcję premiera.